# André Macanga
André Venceslau Valentim Macanga (Luanda, 1978. május 14. –) angolai válogatott labdarúgó és edző.

## Pályafutása

### Klubcsapatban
Luandában született, de sosem játszott angolai csapatokban. Pályafutását 1997-ben a portugál Arrifanensében kezdte. 1998 és 1999 között a Vilanovense, 1999 és 2000 között a Salgueiros játékosa volt. Portugáliában játszott még az Alverca, a Vitória Guimarães, az Académica de Coimbra és a Boavista csapatában. A 2004–05-ös szezonban a török Gaziantepsporban futballozott. 2006-ban Kuvaitba igazolt az Al-Szalmija együtteséhez. 2006 és 2010 között a Kuvait SC volt a csapata. 2012-ben a szintén kuvaiti Al-Jahrában fejezte be a pályafutását.    

### A válogatottban
1999 és 2012 között 70 mérkőzésen szerepelt az angolai válogatottban és 2 gólt szerzett. Részt vett a 2006-os, a 2008-as és a 2012-es afrikai nemzetek kupáján, valamint a 2006-os világbajnokságon.
| Angola   | Angola | Angola |
| Év       | Mérk.  | Gólok  |
| -------- | ------ | ------ |
| 1999     | 2      | 0      |
| 2000     | 0      | 0      |
| 2001     | 1      | 0      |
| 2002     | 5      | 0      |
| 2003     | 5      | 0      |
| 2004     | 7      | 0      |
| 2005     | 7      | 0      |
| 2006     | 10     | 0      |
| 2007     | 4      | 1      |
| 2008     | 13     | 0      |
| 2009     | 7      | 1      |
| 2010     | 1      | 0      |
| 2011     | 4      | 0      |
| 2012     | 4      | 0      |
| Összesen | 40     | 2      |